# Joaquim Pina Moura
Joaquim Augusto Nunes de Pina Moura (Loriga, 22 de fevereiro de 1952 - Lisboa, 20 de fevereiro de 2020) foi um economista e político português.

## Biografia
Filho de Viriato Nunes de Moura (Loriga, 7 de Dezembro de 1920 - Foz do Douro, 24 de Fevereiro de 2014) e de sua mulher e prima, Maria Filomena Nunes de Pina, e irmão de Viriato Augusto Nunes de Pina Moura, em parte de ascendência Judaica Sefardita.
Começou por estudar Engenharia Mecânica, na Faculdade de Engenharia da Universidade do Porto, onde foi dirigente da Associação de Estudantes. Contudo acabou por se mudar para Economia, tendo-se licenciado no Instituto Superior de Ciências Económicas e Financeiras da Universidade Técnica de Lisboa. Na mesma instituição obteve uma pós-graduação em Economia Monetária e Financeira, e exerceu funções docentes, como Assistente.
Filiado no Partido Comunista Português a partir de 1972, tomou parte da Comissão Nacional do III Congresso da Oposição Democrática, em Aveiro, em 1973. Foi então que se candidatou nas listas das Comissões Democráticas Eleitorais (CDE) às eleições para a Assembleia Nacional. Após o 25 de abril de 1974 dirigiu no Porto a União dos Estudantes Comunistas. Em 1992 fundava a Plataforma de Esquerda, acabando por aderir ao Partido Socialista, em 1995. Ocupou os cargos de Secretário de Estado Adjunto do Primeiro-Ministro, no XIII Governo Constitucional, até 1997, ano da sua nomeação como Ministro da Economia, chegando a acumular com a pasta da Finanças, a partir de 1999 e até 2001. Foi Deputado à Assembleia da República, pelos círculos do Porto, de Lisboa e da Guarda entre 1995 e 2007.
Foi Professor Catedrático Convidado do ISEG e do ISG - Instituto Superior de Gestão, desde 2005, consultor externo do Conselho de Administração do Banco Comercial Português, vogal do Conselho de Administração da Galp Energia e presidente da Iberdrola Portugal, desde 2004. Pina Moura foi ainda presidente do Conselho de Governadores do Banco Europeu de Reconstrução e Desenvolvimento.
Antes de ingressar no Governo de António Guterres em 1995, segundo a declaração de IRS apresentada ao Tribunal Constitucional Pina Moura teve um rendimento bruto de €22.818 e em 2006, após ter saído da política activa, "apresentou um rendimento anual de 697 338 euros". Em 12 anos, o seu rendimento anual sofreu "um aumento de 2956%". Em 2006, era um homem 12 vezes mais rico do que quando iniciou a sua carreira política.
Enquanto ministro da Economia e das Finanças, teve em mãos a reestruturação do sector energético, um tema que motivou polémica e que justificou a criação de uma comissão de inquérito parlamentar relativo à entrada da Eni e da Iberdrola no capital da Galp. Após sair do Executivo e depois de uma curta passagem pelo Parlamento, Pina Moura passou para o sector privado, ocupando o lugar de presidente da Iberdrola em Portugal.
É o pai do fotojornalista multipremiado João Carvalho Pina.
Morreu no dia 20 de fevereiro de 2020, aos 67 anos.

### Condecorações[4]
- Grã-Cruz da Ordem Nacional do Cruzeiro do Sul do Brasil (15 de Abril de 1999)
- Grande-Oficial da Ordem Nacional da Legião de Honra de França (29 de Novembro de 1999)
- Excelentíssimo Senhor Grã-Cruz da Ordem do Mérito Civil de Espanha (26 de Setembro de 2000)

## Funções governamentais exercidas
- XIII Governo Constitucional
  - Ministro da Economia
- XIV Governo Constitucional
  - Ministro da Economia
  - Ministro das Finanças